# 伊爾-40攻擊機
伊留申 IL-40 (北约代號: 壮汉（Brawny）)為苏联一款雙座喷气引擎對地攻击机。第一个原型在西元1953年完成首飛，十分成功，除了在開火的狀況，因为機槍發射後產生的气体，形成不穩的气流進入发动机，導致引擎熄火。為了纠正这一问题花了一年多的時間，移動了引擎的进气口、重新安裝機槍位置，將其從機鼻移動到机身底部，甚至是前輪後方。該機的從正前方看來类似双管猎枪。於西元1955年被下令投入生產，在計畫於西元1956年被蘇聯空軍取消前，僅有五架飛機完成製造。

## 发展
谢尔盖·伊留申於西元1950年到1951年期間，已經開始設計使用噴射引擎的地面攻擊機，甚至希望能使用活塞式引擎。在西元1951年年末時，伊留申設計局編製了一份兩座壓縮渦輪噴氣發動機的技術建議書，额定最大輸出功率2,150 kgf（4,740 lbf）(无後燃器)、使用後燃器可達2,700 kgf（5,952 lbf）的Mikulin AM-5引擎。伊留申於西元1952年一月將這份建議書提交給政府，迅速的被政府核可，並被要求設計和建造一个原型機。
Il-40的機翼安裝在機體下方，後掠角為35°，起落架為類似三輪車布局的三個單輪，分別安裝在機身前段和左右機翼下方。两具AM-5引擎並排安裝在機身上。如同传统的伊尔地面攻击机，Il-40的结构由承重装甲壳覆蓋，用來保护駕駛員、燃料和一部分的无线电和其他電子设备。外壳的厚度介于 3至8 mm（0.12至0.31英寸）。座艙的装甲厚度為10 mm（0.39英寸）。驾驶舱的擋風玻璃使用的是 8 mm（0.31英寸） 厚的防彈玻璃。槍砲手則是由4—10 mm（0.16—0.39英寸）厚的裝甲提供保護。装甲和防弹玻璃總重 1,918（4,228磅）。機上兩名乘員的座位都配有彈射座椅。三个穿孔的空气制动器被装在機身后部，分別在機身兩邊和機身下方，提升飞机在俯衝時的机动性。
最初的武器装备是六挺 23 mm（0.91英寸）NR-23機炮，安装於機鼻中，兩邊各安裝三挺，每挺一次可射擊150發。後來加裝了一挺NR-23機炮在可远端操控的的Il-K10尾翼炮座，一次可裝載200发子弹。Il-K10仰角為55°、俯角40°，左右射界各60°。Il-K10炮座每秒橫向轉動42°、每秒升降38°。四个炸弹托架安装在機翼中，每個托架最重可攜帶100（220磅）的炸彈。此外，如果將炸彈架安裝於機翼下方，最多可攜帶 500（1,100磅）重的82 mm（3.2英寸）TRS-82、132 mm（5.2英寸）TRS-132火箭彈或是總容量1,100公升（290美制加侖）的副油箱。常規的炸彈攜帶量為400（880磅），超重攜帶量可達1,000（2,200磅）。在超重攜帶的狀況下，可攜帶十二枚TRS-82或八枚TRS-132火箭。 两个摄像机装在機身後方，可在任何時間拍攝損害評估的照片。
Il-40在西元1953年三月7日進行飛行測試， 在該次飞行测试並沒有出現嚴重的問替。飛機重心距離機尾太遠，不過這只有在著陸、起飛和滑行時會出現一些小問題，主要是該機相當短的轴距而造成。最大的问题是枪支及其對引擎造成的影响。在西元1953年三月底進行的第一次武器空中测试中，枪焰導致飛行員暫時失明和兩具引擎熄火。 雖然後來飛行員重新啟動引擎並安全返回，谢尔盖·伊留申立即开始进行调查问题原因。地面测试与高速摄影机显示，没有制动器或消焰器下的測試結果和安裝後沒有任何差异；只要單一槍枝連續射擊五到十發子彈後，就會導致引擎發生爆震。
後來，位於機鼻的六挺NR-23機炮被替換成四挺AM-23機炮，每挺可裝載225發彈藥，射速比NR-23快上50%。機炮位置被移到了一個非常尖的機鼻中，安裝在該機鼻中一個由耐熱鋼鐵隔間的空間，遠離了引擎進氣口，並安裝了两个通風口在隔間的底部。不過，在測試期間發現，子彈發射後的氣體常常會跑進儲存彈殼和彈鏈的空間，有時會被點燃。 後來，收集彈殼的空間改為可通風的，並安裝了消焰器來徹底改善這個問題。
為了解决機砲的问题，使該機無法依照計畫在西元1953年七月接受國家檢驗，同年年底，政府任命了一個負責檢驗的特別委員會。之后，制造商的自主试验終於在西元1954年一月成功結束，並將該機型送往進行國家檢驗，檢驗從一月21日持續進行到三月15日。该试验大致上來說是成功的，Il-40被证明相當容易進行飞行，机动性足以于米格-15和米格-17戰鬥機抗衡，並大大優於當時正在服役中、使用活塞式引擎的伊尔-10M地面攻击机。但是飞行试验時，如果在有側風的情況下開火，射擊時的廢氣會被面向側風的引擎吸入。為了解決這個問題，有數個方案被提出並進行評估，不過伊留申使用了這些方案的"加強版"：將發動機的進氣口向前延伸、槍枝移動到機鼻的下方，位於進氣口的後方。
在改变機炮位置和加長進气口後，飛機看上去就像一隻"双管猎枪" ，因為加長了進氣口，機鼻的前起落架可以往前安裝，加長了軸距。機炮都被安装在前起落架的後方，並安裝了特別的遮罩來保護機炮不受前起落架帶起的碎片侵襲；它會在起落架降下時，同時伸展出去來保護機炮。 其他变化有：一、替换了原先使用的AM-5F引擎，改為改进版的AM-5F－Tumansky RD-9V引擎二、正常的掛彈量從1,000 公斤增加到1,400（3,100磅）三、加裝了后视镜，使飛行員能夠更方便的觀察後上方的情況。

## 生产
伊留申开始建造另一个原型，以评估上述的改善方案，並在西元1954年十月16日被部长会议下令在頓河畔羅斯托夫的168號工厂(Zavod)開始生產Il-40的修改版本，編號被指定为Il-40P。Il-40P原型在西元1955年四月14日進行首飛，西元1955年十月12日開始接受國家檢驗。所有在早期型的問題都已被解決，並訂購了第一批，共40台的生產用機器。
五架Il-40在西元1956年春季完成，並開始進行試飛，但是Il-40的相關計畫在西元1956年四月13日被完全取消，所有Il-40相關部件都將被報廢。一周後，蘇聯空軍航空攻擊大隊被戰鬥機與轟炸機大隊所取代，蘇聯空軍也開始進行大規模改組。蘇聯空軍將不再為陸軍提供近距離空中火力支援，開始使用戰術核子武器投入現代化的核子戰爭。
在計畫被取消前，伊留申已經研發了兩款衍生機型。一種是名為Il-40K的炮兵觀測機，為了增加第三名機組員，還為此重新設計了機體，進氣口改回到原先的位置，機炮被安裝在機翼的小炸彈架上，以此避免引擎吸入開火後的廢氣。觀測手的位置被安排在機鼻前端，被裝甲和防彈玻璃良好的保護著。該機型的首個機身快完工時，計畫就被取消了。第二個衍生機型，是名為Il-40T的魚雷攻擊機，並以Il-40K的機身為基礎，觀測手的位置被輔助瞄準的光學平板玻璃取代。不過該機在研發階段的早期就被取消，並沒有被投入太多精力在該型號上。

## 变种
- Il-40 －第一个原型
- Il-40P －第二原型和其他五架完工的機型。
- Il-40K －(korrektirovshchik 校正器)－炮兵观察機。
- Il-40T －(torpedonosets )－魚雷機。
- Il-42 －1960年代后期的重啟的Il-40設計，在與苏霍伊T-8（英语：Sukhoi T-8） (苏-25原型機)的競爭中落敗。
- Il-102 －Il-40/Il-42的最終設計，使用现代化的航空电子设备和发动机，不過依然輸給了蘇霍伊T-8。

## 延伸閱讀
相关开发
- Ilyushin Il-102（英语：Ilyushin Il-102）

类似型号
- 蘇-25
- A-1 Skyraider（英语：A-1 Skyraider）
- G.91戰鬥機
- A-10 Thunderbolt II（英语：A-10 Thunderbolt II）